# Castillon (cantão de Arthez-de-Béarn)
Castillon (d'Arthez-de-Béarn) é uma comuna francesa na região administrativa da Nova Aquitânia, no departamento dos Pirenéus Atlânticos. Estende-se por uma área de 6,62 km². Em 2010 a comuna tinha 327 habitantes (densidade: 49,4 hab./km²).